# Штурм (модуль)
БМ-3М «Штурм» — український одномісний бойовий модуль із стабілізацією блоку озброєння у двох площинах. Озброєння модуля забезпечує ураження броньованої техніки, живої сили і вертольотів противника. Бойовий модуль «Штурм» розроблений конструкторським бюро ім. О. О. Морозова під керівництвом М. Д. Борисюка є одним з найкомпактніших і разом з тим найпотужніших з існуючих модулів даного класу. Ще одна його відмітна риса — невеликий займаний внутрішній обсяг бойового відділення.

## Озброєння
У модулі встановлена 30-мм гармата ЗТМ-1, 7,62-мм кулемет КТ-7,62, 30-мм автоматичний гранатомет КБА-117 і комплекс керованого озброєння «Бар'єр» з чотирма ракетами, які мають бронепробиття за динамічним захистом не менше 800 мм. Нарізна малокаліберна автоматична 30-мм гармата подвійного живлення оснащується боєкомплектом з 350 снарядів різного типу (БТ, ОБТ, ОФЗ). Боєкомплект 7,62-мм кулемета становить 2000 патронів. З лівого боку модуля встановлений 30-мм автоматичний гранатомет КБА-117, що має 1 заряджений магазин і 3 магазини у резерві ємністю по 29 гранат кожен.
До складу комплексу входить оптично-електронна система спостереження, прицілювання і керування вогнем (СКВ), виріб «Трек-М».
Комплекс керування вогнем складається з оптико-електронного прицільного комплексу ОТП-20, інтегрованого з системою управління стрільбою ПТРК «Бар'єр» та стабілізатором озброєння СВУ-500 у вертикальній і горизонтальній площинах, що дозволяє вести вогонь на ходу. На башті встановлені по три штуки з кожної сторони 81-мм димові або аерозольні гранати «Хмара», що приводяться в дію електроспуском.

## Модифікації
- БМ-3М «Штурм-М»
- БМ-3С «Штурм-С»

### БМ-3М «Штурм-М»
На ХІІ Міжнародній спеціалізованій виставці «Зброя та безпека — 2015» було представлено модернізований модуль БМ-ЗМ «Штурм-М».
У процесі модернізації був врахованих досвід використання під час війни на сході України. У підсумку було внесено понад 700 змін. У оновленого «Штурма» присутній сучасний бортовий комп'ютер, встановлений пульт управління вогнем за стандартами НАТО. Дана система управління була зведена в один блок. Бійці можуть побачити всі необхідні для стрільби дані прямо на екрані бортового комп'ютера. Крім цього, за словами директора Київського бронетанкового заводу Владислава Лисиці, було змінено і загальне компонування бойового модуля. Прицільні системи отримали додатковий захист, зменшений зазор між баштою та корпусом, що знижує ймовірність заклинювання механізму повороту башти(бойового модуля) від попадання куль та снарядів. Інтерфейс користувача модернізованого модуля буде уніфіковано з рештою бойових модулів українського виробництва заради полегшення навчання.
В модуль встановлено комп'ютерну систему керування вогнем «Каштан» від «НПП „АТ-система“». Система дозволяє вести спостереження за ціллю (1800-8000 м вдень і 600—2000 м вночі) з автоматичним розпізнанням мішені типу БМП.
Наприкінці березня 2017 року відбулись вогневі випробування бойового модулю «Штурм-М» під час одного з етапів приймально-здавальних випробувань чергової партії бронетранспортерів БТР-3ДА на військовому полігоні Київської області перед передачею Збройним силам України. Після закінчення повного циклу випробувань та прийняття за їхніми результатами Міністерством оборони України рішення щодо приймання нової партії БТР-3ДА, ці машини прибудуть до українських бійців.

### БМ-5М.01 «Катран-М»

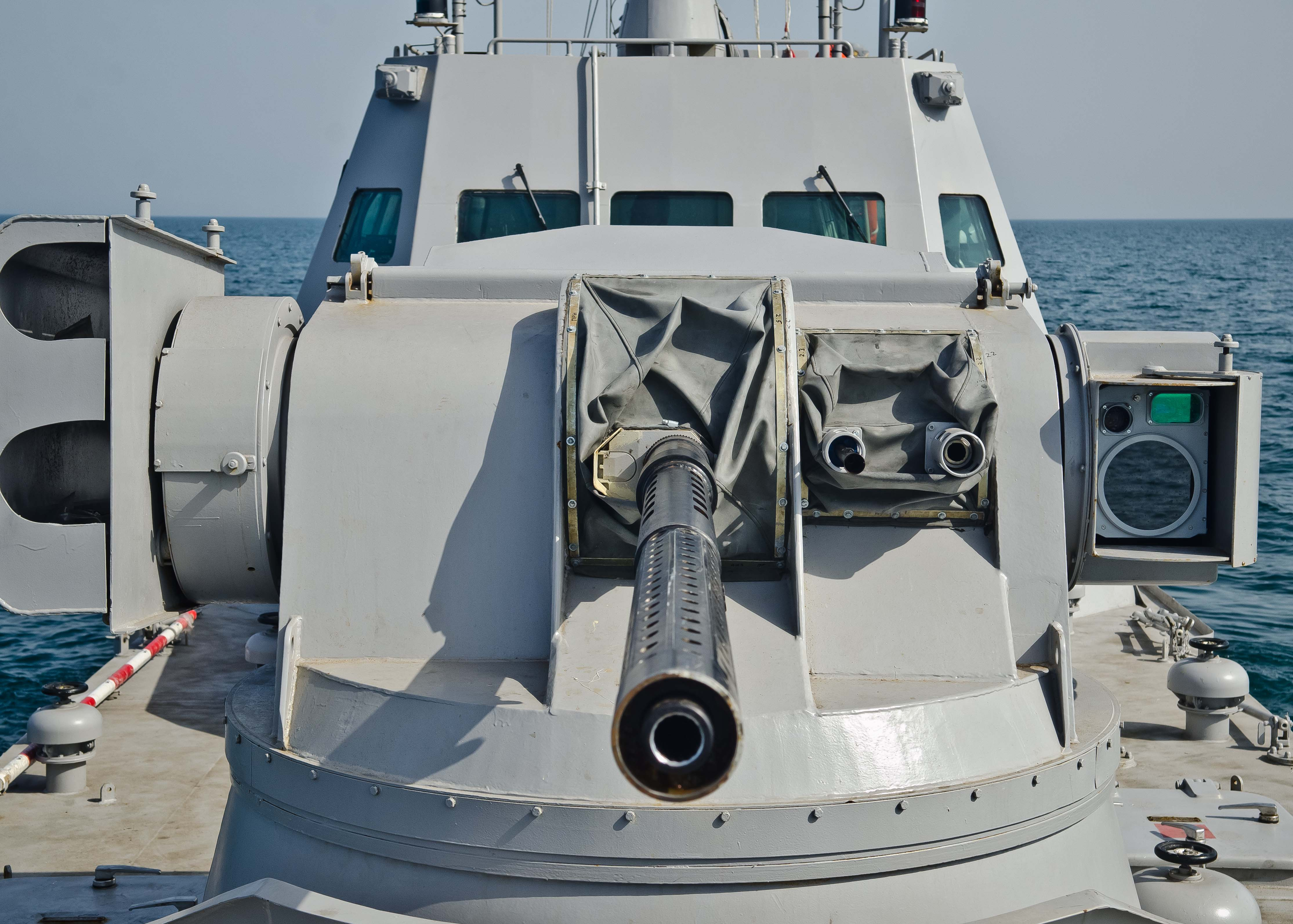
Модуль Катран-М на МБАК типу «Гюрза-М»

Морський бойовий модуль БМ-5М.01 «Катран-М» виробництва ДП «Миколаївський ремонтно-механічний завод» є варіантом бойового модуля БМ-3 «Штурм» для бронетехніки. Кути піднесення 30-мм гармати збільшені до +60 градусів, а схилення — до −16 градусів.
Бойовим модулем «Катран-М» озброєні катери «Гюрза-М».

## Експорт
- Єгипет На виставці EDEX 2018 у Єгипті представлено бронетранспортер Фахд з встановленим на нього бойовим модулем БМ-3М “Штурм-М”.[11]
- ОАЕ На виставці IDEX 2019 було представлено бронетранспортер Wahash від компанії Calidus LLC з встановленим на нього бойовим модулем БМ-3М “Штурм-М”.[12]

## Галерея

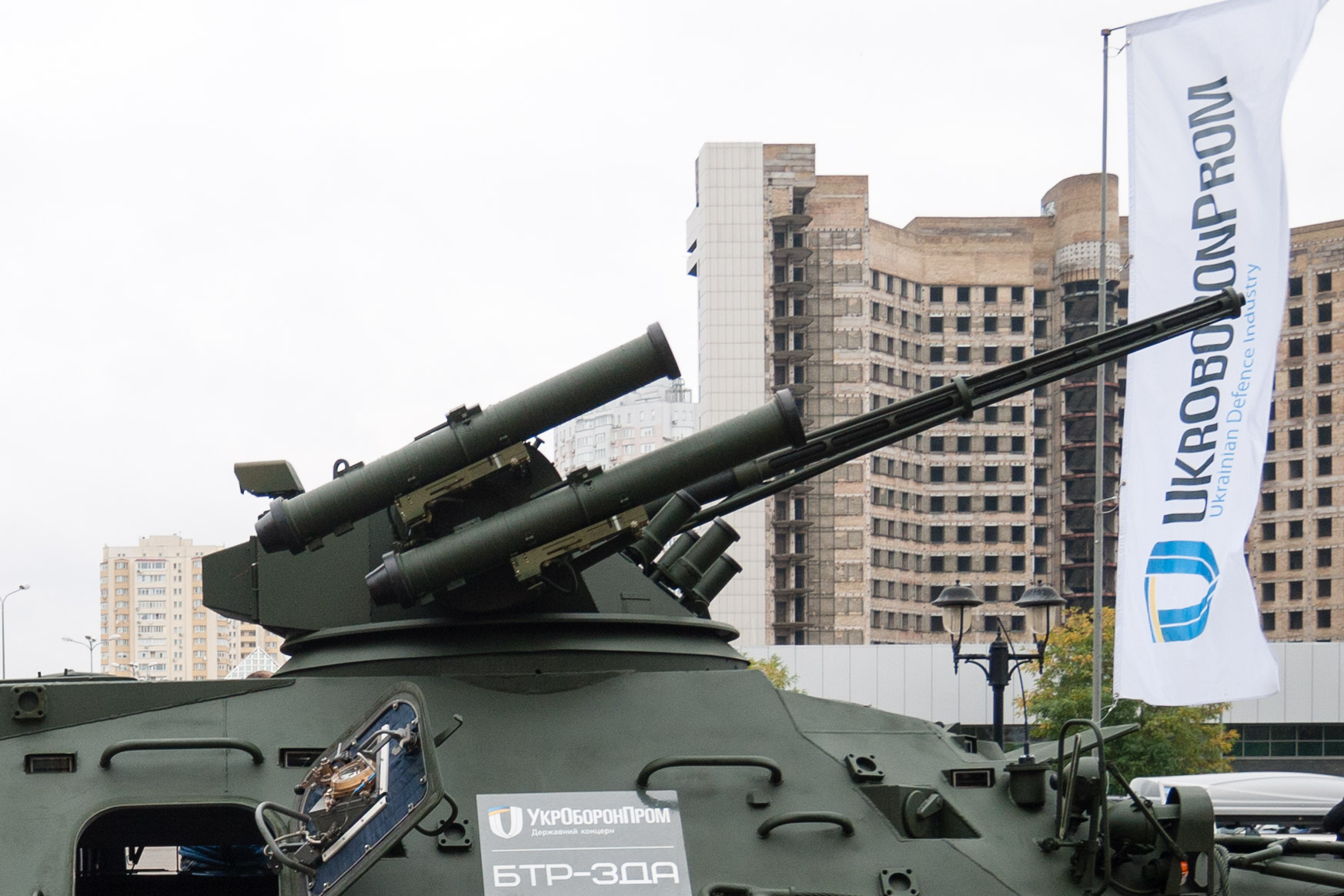
Вид збоку
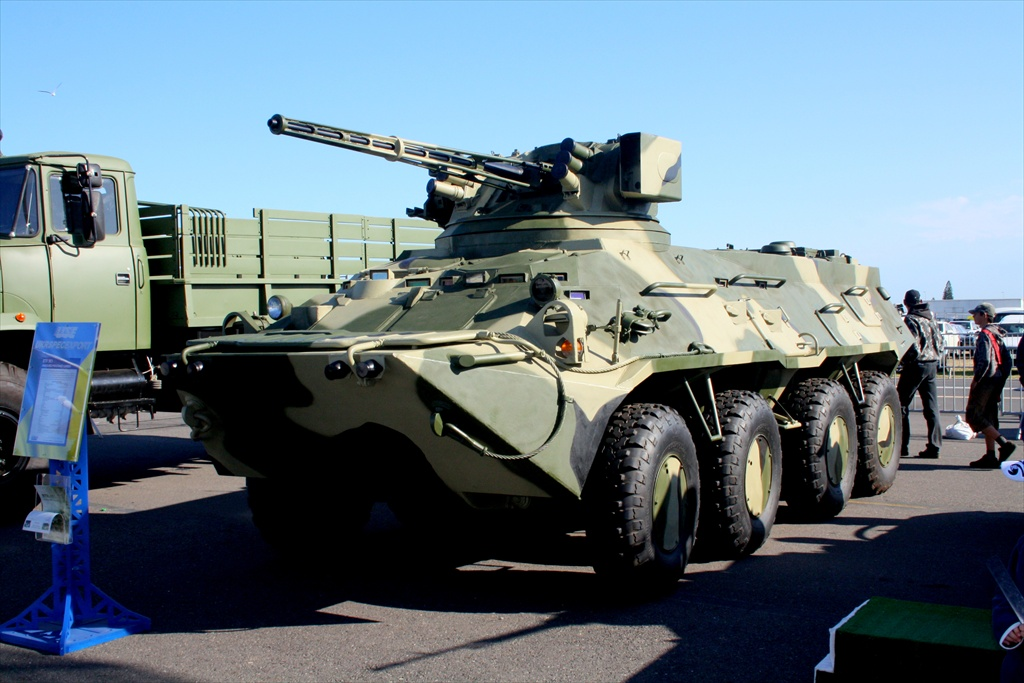
«Штурм» на БТР-3Е
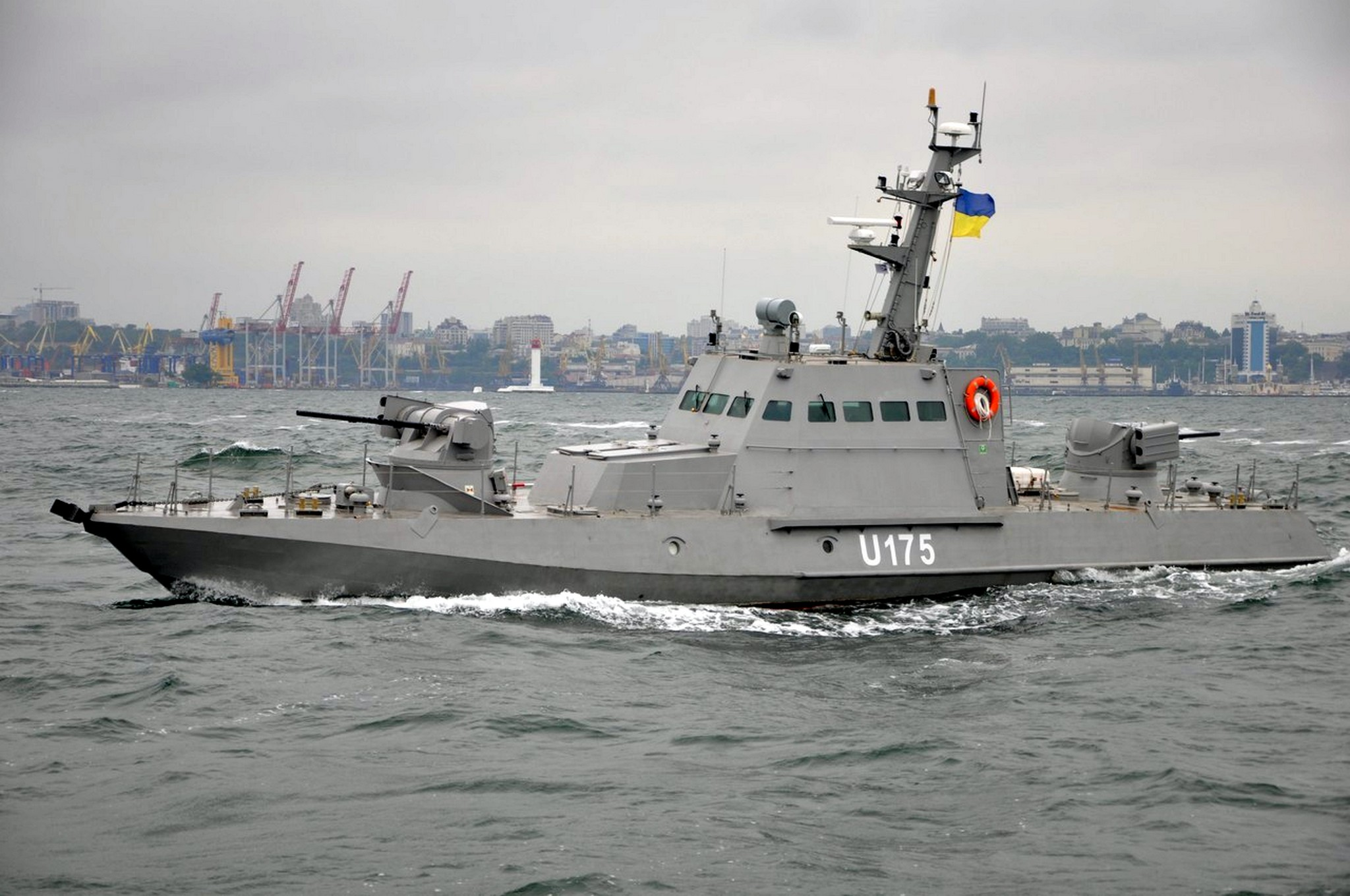
Модулі «Катран» на катері «Гюрза-М»

## Матеріали
- Бойовий модуль БМ-5М.01 «Катран-М». https://www.ukrmilitary.com/. Ukrainian Military Pages. 16 вересня 2015. Процитовано 3 грудня 2018. {{cite web}}: Зовнішнє посилання в |website= (довідка)
- Боевой модуль БМ-3 Штурм. armoredgun.org. Процитовано 15 жовтня 2016.